# Hiroko Nagamine
Hiroko Nagamine (jap. 永峰 弘子, Nagamine Hiroko; * 19. März 1979 in der Präfektur Miyazaki) ist eine japanische Badmintonspielerin.

## Karriere
Hiroko Nagamine nahm 2000 im Damendoppel an Olympia teil. Sie verlor dabei in Runde eins und wurde somit 17. in der Endabrechnung. Im gleichen Jahr siegte sie bei den Giraldilla International und den Peru International.

## Sportliche Erfolge
| Saison | Veranstaltung            | Disziplin   | Platz | Name                           |
| ------ | ------------------------ | ----------- | ----- | ------------------------------ |
| 1997   | Japan Open               | Damendoppel | 5     | Satomi Igawa / Hiroko Nagamine |
| 2000   | Olympia                  | Damendoppel | 17    | Satomi Igawa / Hiroko Nagamine |
| 2000   | Peru International       | Damendoppel | 1     | Satomi Igawa / Hiroko Nagamine |
| 2000   | Giraldilla International | Damendoppel | 1     | Satomi Igawa / Hiroko Nagamine |
| 2000   | Dutch International      | Damendoppel | 1     | Satomi Igawa / Hiroko Nagamine |